# Капітан Аракел
«Капітан Аракел» («Կապիտան Առաքել») — радянський художній фільм 1985 року, знятий режисером Арманом Манаряном на кіностудії «Вірменфільм».

## Сюжет
Невелике провінційне містечко. Тут знаходиться стара будівля музичної школи, з якою у кожного городянина пов'язано багато особистих спогадів: саме тут виступали тепер уже відомі музиканти та актори, у цій будівлі і зараз відбуваються вистави місцевого театру. Дізнавшись, що його збираються знести, директор школи Варужан і четверо його друзів вирішують зберегти будівлю, хоч би чого їм цього коштувало.

## У ролях
- Єрванд Манарян — капітан Аракел
- Карен Джанібекян — Маті
- Мамікон Манукян — нотаріус
- Ішхан Гарібян — Вагаршак
- Армен Сантросян — Аркадій
- Ася Алексанян — Гаяне
- Ашот Мелікджанян — Варужан
- Каріна Гукасян — Ануш
- Левон Шарафян — Грант
- Юрій Амірян — архитектор
- Варфоломей Єхшатян — голова
- Олександр Шагафян — сторож
- Жирайр Петросян — Нікогосян
- Віген Степанян — Мукуч
- Верджалуйс Міріджанян — роль другого плану
- Маргарита Карапетян — роль другого плану
- Джульєтта Бабаян — роль другого плану
- Ніна Абалян — роль другого плану
- Світлана Григорян — роль другого плану
- Іван Карапетян — роль другого плану
- Г. Ростомян — роль другого плану
- І. Саркісян — роль другого плану
- Андреас Фаносян — роль другого плану

## Знімальна група
- Режисер — Арман Манарян
- Сценаристи — Анатолій Галієв, Єрванд Манарян
- Оператор — Вреж Петросян
- Композитор — Роберт Амірханян
- Художник — Григорій Торосян